# Antón Román Conde
Antón Román Conde, también conocido como Antonio Román Conde, nacido en Vigo en 1909 y fallecido en la misma ciudad en 1998, fue un arquitecto gallego. Su obra combina el racionalismo, el vanguardismo y también la estética tradicional, si era una solución adecuada. Fue un arquitecto prolífico por la cantidad, variedad y versatilidad estilística de los varios cientos de proyectos firmados con su nombre. Su pegada está muy presente en la ciudad y en la comarca de Vigo con edificios en el área urbana, chalets y obra pública. Dejó obras singulares en diversos lugares de Galicia y también en Guinea Ecuatorial, en donde ejerció el cargo de arquitecto jefe delegado del gobierno durante el período colonial, entre 1940 y 1948. De sus obras cabe destacar las iglesias del Calvario y Navia por su carácter vanguardista en la concepción de la estructura, que lo sitúa en el estilo de Le Corbusier.

## Vida personal
Nació en Vigo en una familia bien situada con vivienda en Peniche. Hijo de Luis, militar, y Elvira, tuvo cinco hermanos: Luis, Elvira, María Paz, Pedro y Manuel; este último, teniente de aviación, falleció en un accidente aéreo en 1946. Estudió la carrera de arquitectura en la Escuela Técnica Superior de Arquitectura de Barcelona, en donde obtiene el título. Combatió en la guerra civil española como militar del ejército del aire en el bando sublevado.
El 10 de abril de 1940 es nombrado arquitecto en el Servicio de Obras Urbanas en la Guinea Española que era, de aquellas, aún una colonia. El 24 de junio de 1940 llegó a Malabo (Santa Isabel, en la toponimia colonial) en el vapor Río Francolí. Allí conoció a su mujer, Angelita Serralta Cases, nacida en Bioko (antes Fernando Poo), hija de colonos catalanes que administraban una extensa propiedad llamada "La Barcelonesa" para la compañía Rius y Torres, en donde se cultivaba cacao y café. En la publicación editada por los misioneros claretianos La Guinea Española se puede comprobar la importancia de la familia Serralta ya que informa del casamiento de Antón Román Conde y Angelita Serralta Cases en las páginas de vida social. Estas notas de sociedad permiten conocer detalles no documentados en las biografías publicadas de Román Conde y constituyen, al mismo tiempo, una crónica de la vida colonial. La revista claretiana publicó el anuncio de boda, una crónica de la celebración formal para familiares y autoridades y más otra de la celebración popular previa con el personal que trabajaba en la propiedad. Las diferencias de clase y raza, así como la importancia de la iglesia católica en la vida de la colonia se hacen evidentes.

"San Carlos se vistió de gala el 17 (de junio de 1945) para asistir al enlace matrimonial de la Sra. Angelita Serralta y el Arquitecto Jefe de Construcciones Urbanas D. Antonio Román Conde. La iglesia estaba convertida en un hermoso vergel y adornada con una delicadeza exquisita. […] Después de la ceremonia religiosa, los invitados se trasladaron a La Barcelonesa, donde fueron agasajados espléndidamente. La casa, ya magnífica de por sí, estaba engalanada con colgaduras y farolillos a la valenciana, con potente instalación eléctrica y varios altavoces distribuidos a lo largo de la galería donde estaban colocadas las mesas de los comensales.

"Era el deseo de todo el poblado de Claret de Batete, que el enlace de la Srta. Angelita Serralta se hiciera en Batete por haber visto la bella desposada la luz del mundo en este poblado. En su delicadeza, agradeció  los votos, y por la mañana del 17, ella, su esposo y Sra. madre, llegaron a recibir los Sacramentos. Por este motivo el pueblo les cantó en la Misa Dominical, el Joseph Fili David con la orquesta del pueblo y otros cánticos de su popular repertorio.

En julio de 1945 embarcan en el Dómine con destino a la Península, es posible que como viaje de boda. El primero de sus siete hijos, Luis, nació en 1946. Su bautizo aparece destacado en La Guinea Española. El 4 de febrero de 1948 embarcan de nuevo en el Dómine y se instalan en Vigo, en donde Antón Román encarga unha lancha automóvil a los Astilleros Lagos de Bouzas fabricada con maderas de Guinea (palisandro, caoba, ébano).
Desenvolvió diversas aficiones artísticas. En su juventud se dedicó a la acuarela en pequeño formato sobre temas recurrentes como la navegación, el motociclismo y la figura femenina. Durante su estancia en África se comenzó a interesar por la fotografía, realizando instantáneas de paisajes, las construcciones de la colonia y escenas de la vida diaria. El fotógrafo Pep Parer reprodujo algunas de sus instantáneas y retratos para la acción de puesta en valor de la arquitectura denominada Patrimonio Guinea 2020; proyecto codirigido por la arquitecta Laida Memba Ikuga y la historiadora Montserrat Villaverde. Su legado artístico pertenece a la colección privada de la familia Conde Serralta. Su hijo Antonio y sus hijas Ana y María del Mar tienen dado testimonio de la labor de su padre.

## Trayectoria
Durante su estancia en Guinea realiza muchos trabajos administrativos. A través de las páginas de La Guinea Española se puede documentar un concurso para la construcción de un pabellón para europeos en el hospital general de Malabo y el mismo prepara una clasificación de las viviendas oficiales a las que pueden tener derecho funcionarios y trabajadores de la administración colonial. Publica un artículo sobre arquitectura colonial y proyecta edificios para uso institucional, equipamientos públicos y viviendas.
Forma parte de la denominada generación de la transición en la arquitectura gallega, junto con Arturo Fraga Ramil. En el desarrollismo, un momento importante de desenvolvimiento urbano de Vigo y su comarca, participa muy activamente en la edificación de obra nueva. De aquellas solo existen ocho arquitectos colegiados en la ciudad, y eso parece explicar que Román firme cientos de proyectos de variada tipología y estilo.
Fue uno de los arquitectos seleccionados en la exposición de instalaciones deportivas y culturales que tuvo lugar en el Instituto Politécnico Nacional de Ciudad de México dentro de la programación de actividades paralelas a los Juegos Olímpicos de 1968 en México. Además de Antón Román en la extensa exposición se incluyeron trabajos (fotografías, planos o maquetas) de Francisco Castro Represas y Pedro Alonso Pérez (del estudio de arquitectura Castro y Alonso, de Bouzas, Vigo), y Alejandro de la Sota Martínez.
Presidió el Colegio de Arquitectos de León, Asturias y Galicia, y, posteriormente, formó parte del Colegio Oficial de Arquitectos de Galicia. Se retiró en 1988.
En 2003 la delegación de Vigo del Colegio Oficial de Arquitectos de Galicia eligió las iglesias del Calvario y Navia para celebrar el Día Mundial de la Arquitectura.

## Construcción con lámina de hormigón

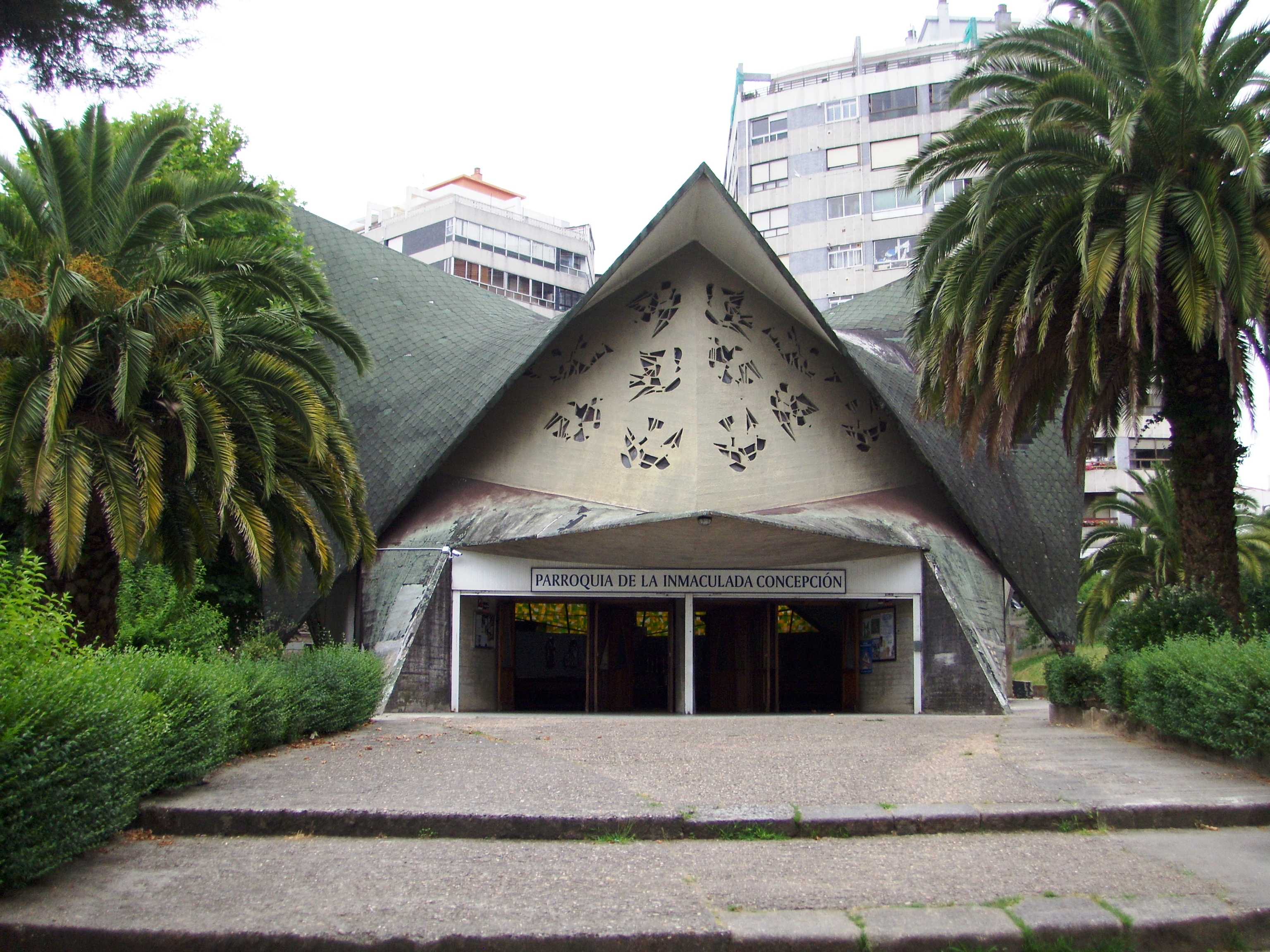
Iglesia parroquial de la Inmaculada Concepción.

A finales de la década de 1960 se construyen sus dos edificios más vanguardistas en cuanto á propuesta estructural: la iglesia parroquial de la Inmaculada Concepción en el barrio del Calvario, también conocida como "Iglesia de los Picos", y la iglesia parroquial de San Paio de Navia, que luego fueron modificadas, menguando la espectacularidad del proyecto original. Yago Valverde compara estos templos con el Pabellón Philips (Bruselas, 1958) que construyera diez años antes Le Corbusier y también con el trabajo realizado con estructuras laminares de hormigón de Félix Candela y Francisco Coello de Portugal y Acuña.

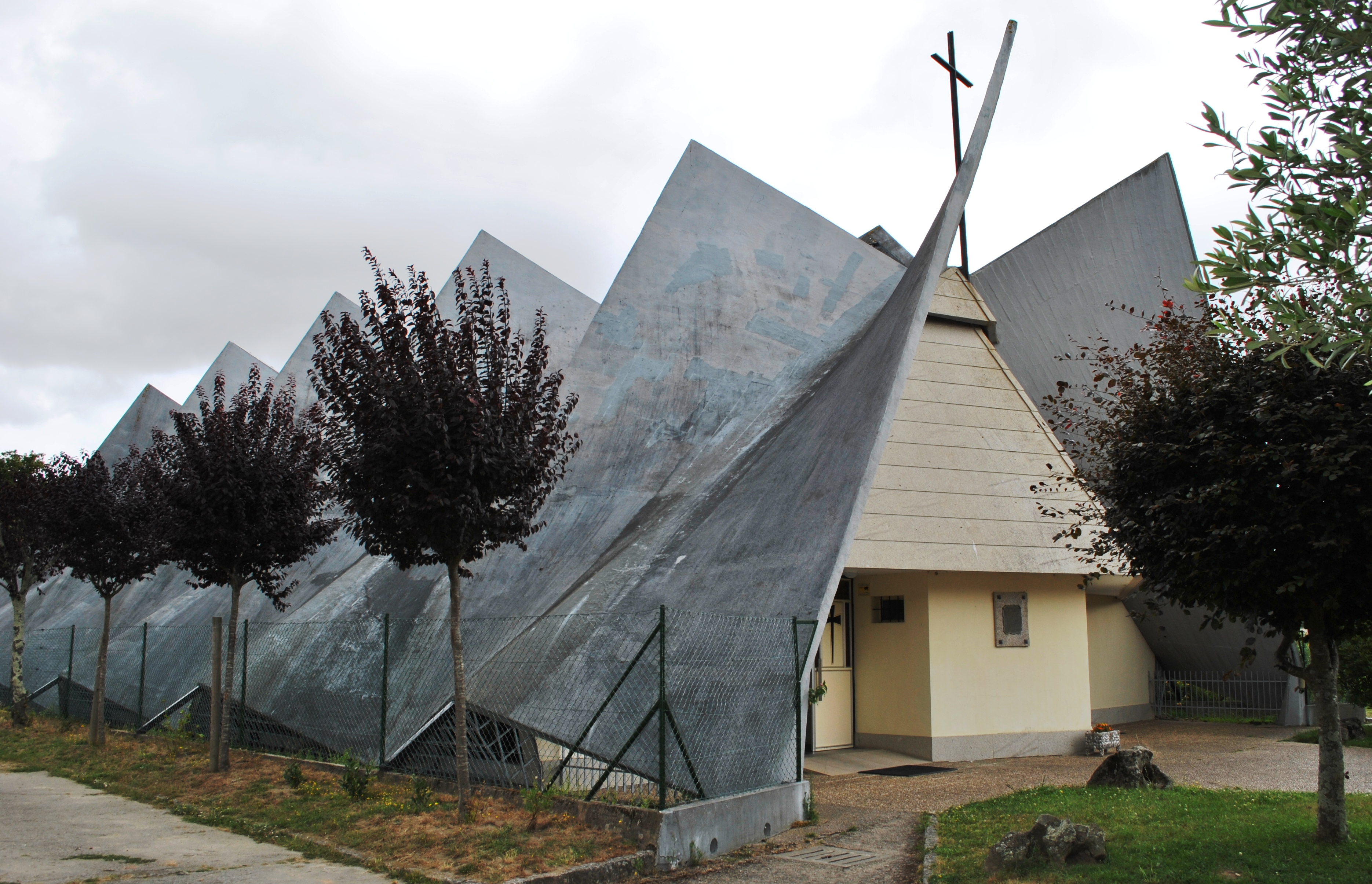
Iglesia parroquial de San Paio de Navia.

En los dos templos emplea una lámina de hormigón armado plegada recubierta con barniz de silicona. Esta lámina cumple las funciones de estructura, cubierta y envoltorio, lo que permite conseguir un interior sin columnas o pilastras. La estructura responde a una concepción trigonométrica del pliegue que marca ángulos (o picos) y crea ondulaciones entre ellos. El volumen de los templos se resuelve como una forma envolvente que por fuera recuerda a una figura de papiroflexia o un tipi y en el interior el direccionamiento de la luz y los pliegues sugieren una espiritualidad ancestral y de elevación que cuadra con la renovación de los espacios litúrgicos promovida por el Concilio Vaticano Segundo. La búsqueda de la máxima entrada de luz para crear una atmósfera de recogimiento se resuelve de manera diferente en las dos iglesias: en la de los Picos, las uves del pliegue llegan hasta el suelo, lo que permite abrir celosías de vidrio y plástico en los espacios en uve invertido y dar entrada a la luz natural; en Navia, un espacio de menor tamaño, la luz entra tamizada por la parte superior, y, de aquella la iluminación es mucho más sutil. Pablo Costa señala que el volumen papirofléxico de la lámina de hormigón no responde a la "teoría del pliegue" de los arquitectos Sol Madrileños y Sancho Osinaga, sino a la aplicación de la fórmula de igualdad geométrica y2/b2– x2/a2= z/c, o paraboloide hiperbólico.
El tercero de los proyectos realizado con láminas de hormigón, también durante ese período, es la remodelación del Estadio Municipal de Balaídos, en 1969, firmado con los aparejadores Emilio Presa y José Lumbreras. La obra se debía de realizar en muy poco tiempo y tenía que aumentar la zona de pie y también la de asiento bajo visera en las gradas de Marcador, Tribuna y Gol, en donde su longitud máxima llegaba a los 16,5 metros.
Estas tres obras se realizaron en colaboración con la empresa madrileña Construcciones Laminares S.L., de los arquitectos José Ruiz-Castillo y Ucelay y Ricardo Urgoiti, especializados en láminas de hormigón armado. Ruiz-Castillo y Urgoiti fueron discípulos de Félix Candela en México, y colaboraron, entre otros, con Jaime Carceller, Francisco Coello de Portugal y Kurt Schäffer. Carmen Castro, en la necrológica de Ricardo Urgoiti, que falleció asesinado en 1972, describe como el cálculo técnico de Ruiz-Castillo y Urgoiti crea atmósfera y afectos en los trabajos de Román Conde:
Román Conde también empleó la solución de la cubierta en hormigón para la gasolinera de la plaza de España de Vigo, substituida más tarde por una estructura corporativa.

## Obra

### Arquitectura colonial

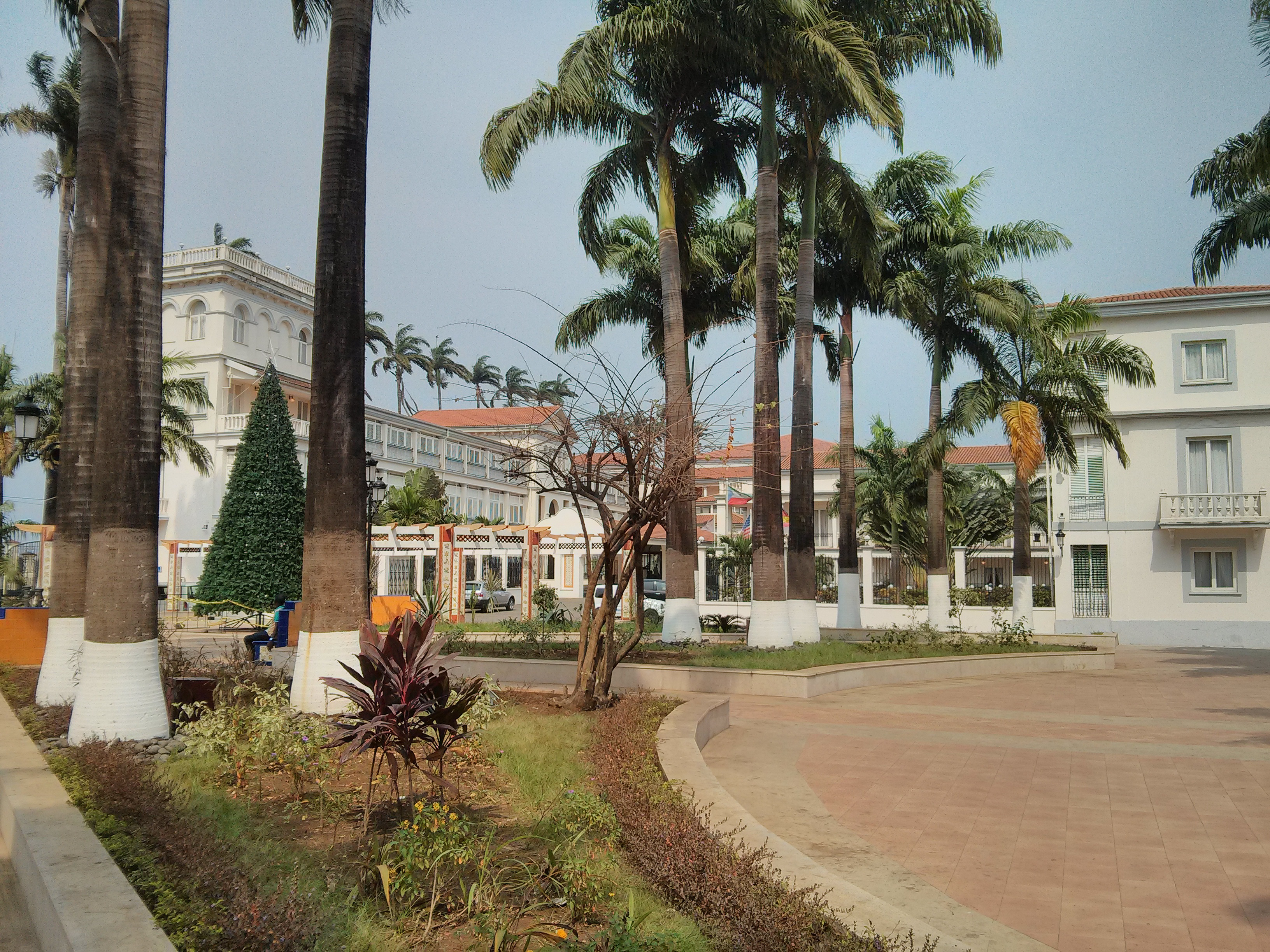
Sofitel Malabo President Palace.

Como arquitecto en el Servicio de Obras Urbanas en la Guinea colonial, realizó equipamientos públicos, como escuelas, hospitales y residencias. Entre los edificios más destacados están:
- Residencia del Gobernador de Bata.
- Mercado de Malabo.
- Edificio Sofitel President, en 1946, en la Plaza de la Independencia de Malabo. Está situado en el que fuera el emplazamiento de la Misión Católica (1859) de los claretianos y, luego de un incendio, en 1889, una iglesia de madera y acero hecha por el ingeniero Manuel Torreto Paniagua y después una iglesia. Román Conde crea un edificio de aire neoclásico que fue construido por Diego Rubio y Antonio Cabrera. Se reconvirtió en hotel.
- Hospital de Bata.
- Hospital de Malabo.
- Viviendas para funcionarios, en la calle Serrano, Malabo.
- Casino de Malabo.

### Arquitectura religiosa
Construyó en Vigo tres templos católicos en dos estilos diferentes:

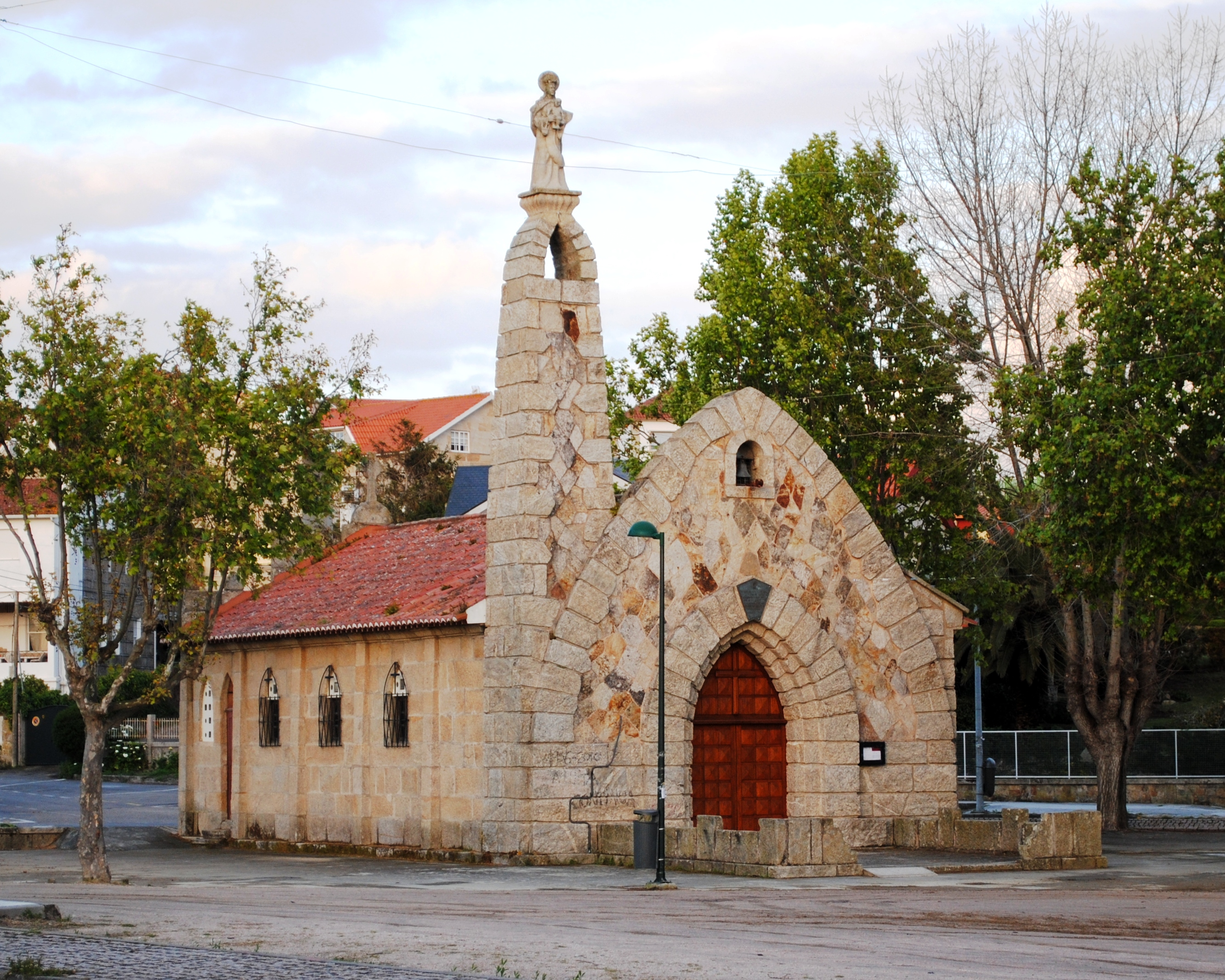
Capilla del Carmen, en el Vao.

- Capilla del Carmen, en el Vao, Corujo, en 1951. Edificio de inspiración rústica bajo la influencia del Templo Votivo del Mar de Panjón, de Antonio Palacios. Se trata de un templo de estilo neogótico con motivos marineros, su fachada es de forma apuntada y en lo alto de su torre se encuentra una imagen pétrea de la Virgen del Carmen, patrona de los marineros.[23]

- Iglesia parroquial de la Inmaculada Concepción, también conocida como iglesia de los Picos, en el barrio del Calvario, en 1968. Siguiendo el estilo arquitectónico de Le Corbusier, la nave, de casi 1000 metros cuadrados está construida en hormigón, su diseño está inspirado en la papiroflexia, combinando las formas redondeadas con los pliegues.[24] Se inauguró el 12 de abril de 1970. La iglesia está incluida en el catálogo de Patrimonio Gallego con el código RI.000035765.[25]

- Iglesia parroquial de San Paio de Navia, en 1969. Sigue el estilo de los picos mejorando la atmósfera interior al entrar la luz entre los pliegues de la cubierta. La planta del templo es de 32,5 x 19,25 m, y fue cubierta por una sucesión de veinte paraboloides hiperbólicos.[26]

### Torres y viviendas en la comarca de Vigo

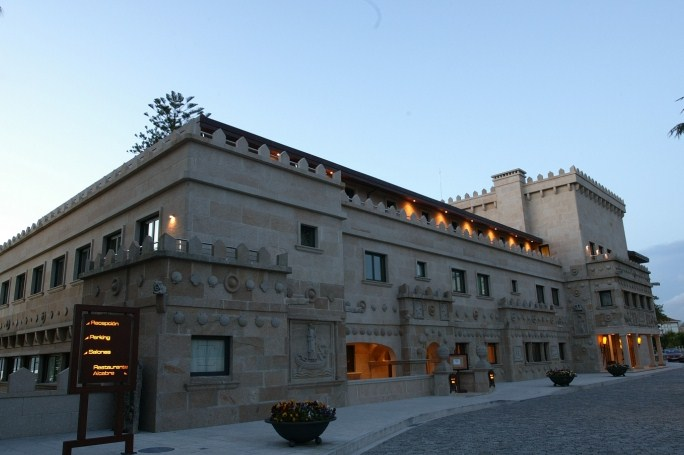
Pazo de Sensat.

Realizó cientos de chalets y edificios en el área urbana. Ramón Eiras señala que entre sus clientes estaban Rodrigo Alonso, Alejandro Barreras, Leopoldo Curbera, Manuel Sas, Luis Solano Aza o Alberto Casal. Algunas de las obras realizadas son:

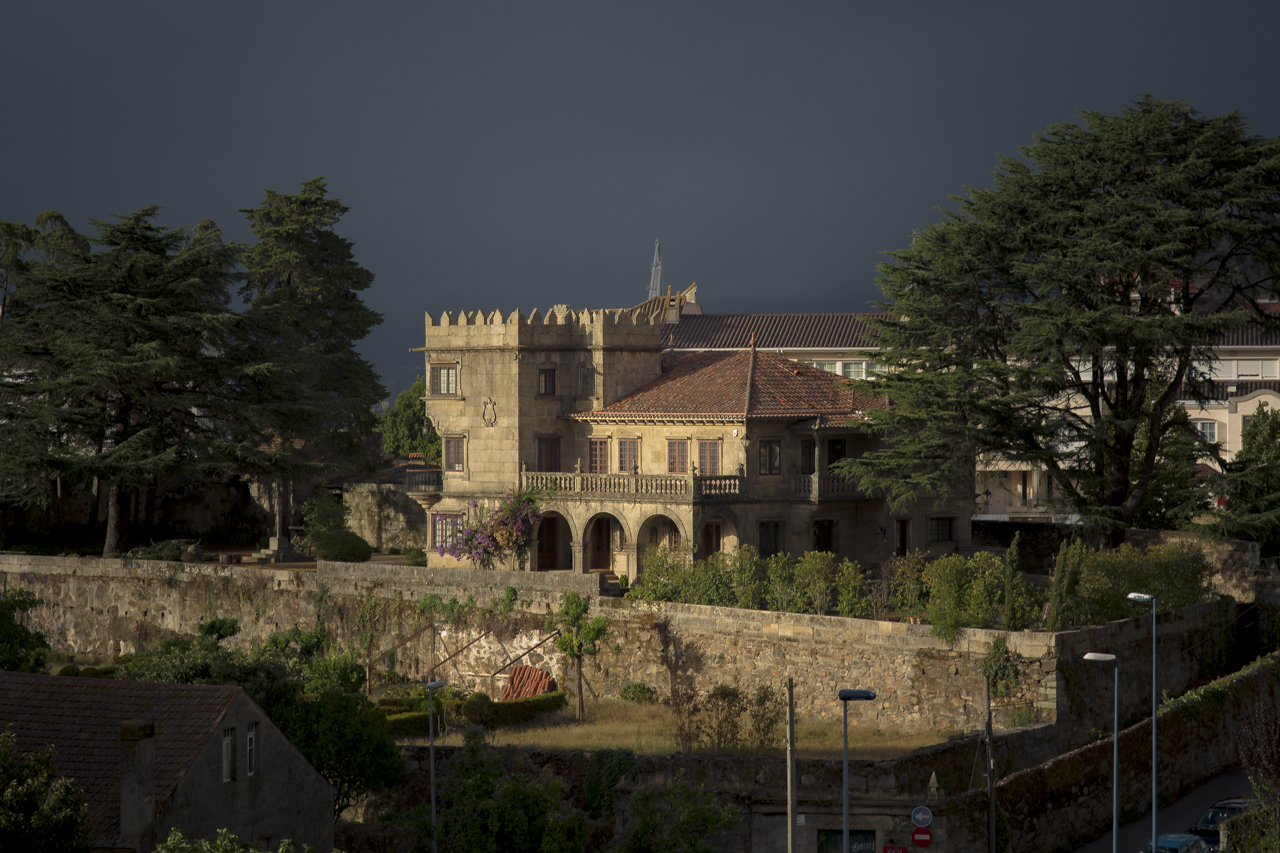
Pazo de Montecelo.

- Pazo de Montecelo (o Casa Durán Gómez) para Casimiro Durán, en 1949.
- Pazo de Sensat, o Finca Miramar, en Alcabre, promovido por el armador y empresario Javier Sensat en la década de 1950. Está formada por la vivienda principal y dos caserones, además de edificaciones auxiliares. Se realizó en estilo palaciego mezclado con neomedievalismo, emplea en la decoración exterior vieiras, almenas y gárgolas. El arco de entrada tiene siete doelas con los escudos de armas de las familias García, Ribera, Losada, Ozores, Ribadeneira, Quiroga, Valcarcel, Bolaño, Sarmiento, Lemos, Sotomayor, Saavedra y Somoza. Fue reconvertida en el año 2000 en el Pazo Los Escudos Hotel & Resort y debe su nombre a la colección de docenas de escudos gallegos de la familia Sensat, que se conservan.[27]
- Torre para la Caja de Ahorros de Vigo, en la Plaza de América, de doce plantas.
- Torres en Coya.
- Edificio Reguera, en donde tenía su estudio.
- Chalet de la playa de Fontaíña, en Corujo.
- Chalet en playa América, Nigrán, para Fernando Portanet.

### Equipamientos públicos e industriales

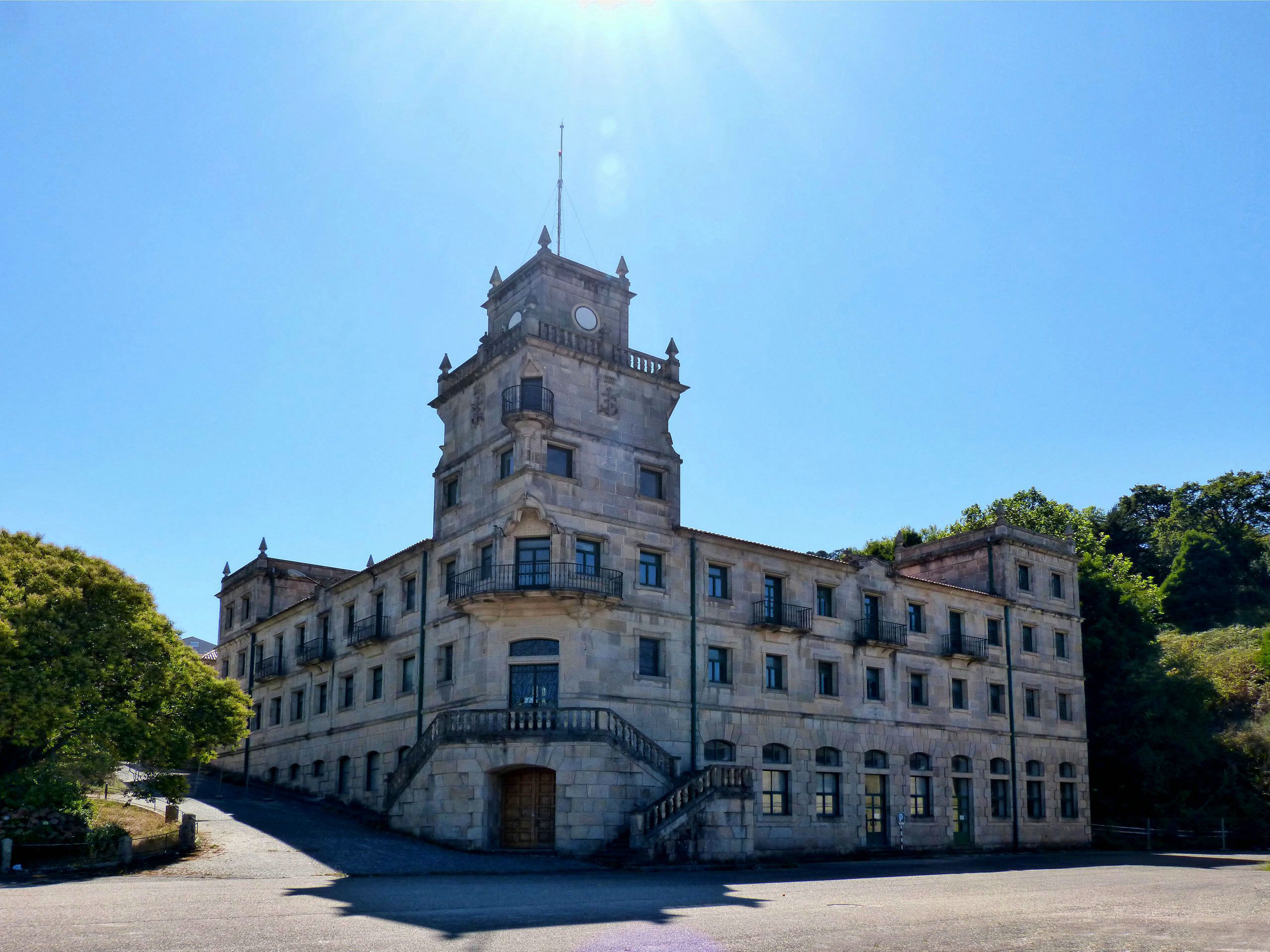
ETEA.

Realizó complejos deportivos, centros docentes, equipamientos culturales, naves industriales y diversas reformas en distintos puntos de Galicia, entre las que se pueden destacar:
- Complejo militar de la ETEA (Escuela de Transmisiones y Electricidad de la Armada), en Teis (Vigo), en la década de 1950.[28]
- Edificio de la calle Falperra del complejo de la Panificadora, en Vigo, en 1958 y 1962, para Antonio Valcarce García. Construcción en hormigón armado y piedra. El complejo constaba, además, de: edificio principal, de 1924, proyectado por Manuel Gómez Román con los ingenieros Otto Werner y Jorge Büchi de W&P; o almacén de harinas, del ingeniero Antonio Fernández, en 1948, así como silos, viviendas para empleados, palomar y espacios abiertos.[29]

Es la segunda edificación más grande de la Panificadora, ocupa unos 1060 m2 contando con unos 3600 m2 de plantas. El edificio se desenvuelve todo a lo largo del frente de la parcela cara la calle Falperra (121 m), mientras que el ancho va de los 8,20 a los 10 metros. Es el edificio más moderno, construido en dos fases consecutivas entre 1958 y 1962; ambas fases fueron proyectadas por Antón Román Conde, que le imprimió al edificio un sobrio estilo racionalista muy similar a la coetánea “Estación Marítima de Vigo”. El edificio salva dos desniveles. Hay un desnivel a lo largo del edificio, entre la esquina c/ Falperra con el Paseo de Alfonso XII (cota 43) y el cruce de c/ Falperra con c/ Cachamuíña (cota 49), de tal modo que las plantas tienen varios "escalones" que les hacen perder altura gradualmente.

- Primeras naves de la Zona Franca, en Vigo.
- Cine Rialto, Gondomar, en 1959.
- Edificio de oficinas para el astillero Hijos de J. Barreras, en Vigo, en 1960.
- Cine Montefaro (Cine Domaio), Cangas de Morrazo, en 1961.
- Cine Nigrán, en la carretera de Panjón, en 1962.
- Almacén frigorífico para Rodrigo Alonso, en Santa Perpètua de Mogoda, en 1966.
- Reforma del Estadio Municipal de Balaídos, en Vigo, en 1968, construido por la empresa Ramón Beamonte.[31]
- Gasolinera de la Plaza de España, en Vigo. Desaparecida.
- Reforma de la casa consistorial de Moaña, en 1974.
- Pista polideportiva en la Xunqueira, Moaña, en 1974.
- Reforma del Hospital Povisa, en Vigo, en 1983.
- Reforma del Instituto Xelmírez, en Santiago de Compostela.
- Facultad de Farmacia y Ciencias Biológicas, en Santiago de Compostela en 1972. Se construyó en los terrenos adyacentes a la residencia de estudiantes. Según los planos originales constaba de cuatro pabellones, uno de dos plantas y tres de cuatro.[32]
- Reforma de la antigua Casa de Sordomudos y Ciegos de Galicia, en la calle San Caetano de Santiago de Compostela, a mediados de la década de 1960 para convertirla de cuartel militar en instituto de bachillerato. Mantuvo el aspecto exterior original proyectado por Ricardo Velázquez Bosco, en 1910, aunque en el interior realiza modificaciones de mucha importancia. En 1985 se realiza una rehabilitación para convertirlo en la sede de los Edificios Administrativos San Caetano de la Junta de Galicia.

## Publicaciones
Aparecen algunos artículos suyos y de sus colaboradores en revistas especializadas en arquitectura, como:
- "Arquitectura colonial en la Guinea española", Revista Nacional de Arquitectura, 12 (1942): 42.
- "Nuevo Estadio Municipal de Balaídos. España", Informes de la Construcción, v. 24, núm. 239 (1972): 73-79.